# دهستان لاشار شمالی
دهستان لاشار شمالی، یکی از دهستان‌های بخش مرکزی شهرستان لاشار در استان سیستان و بلوچستان ایران است. مرکز این دهستان، شهر اسپکه است.

## جمعیت
بر پایه سرشماری عمومی نفوس و مسکن در سال ۱۳۹۵، جمعیت دهستان لاشار شمالی برابر با ۸٬۲۷۴ نفر بوده‌است.